# أكبر أباد (خوي)
أكبر أباد هي قرية في مقاطعة خوي، إيران. عدد سكان هذه القرية هو 1,446 في سنة 2006.